# 大拉热阿杜
大拉热阿杜是巴西圣卡塔琳娜州的一个市镇。总面积65.928平方公里，总人口1461人，人口密度22.2人/平方公里。